# Мосор (планина)
Мосор је планина у Хрватској. Налази се у Далмацији, североисточно од града Сплита и Солина. Мосор је планина кречњачког састава, са великим бројем јама и пећина.
Данашњи назив потиче, према неким тумачењима, од француске речи mons d'or што значи златна планина.
Највиши врхови планијне су:
- Љути Камен (познат и Велики Кабал); висок 1.339 метара[1] и
- Мосор - висок 1.330 метара

Планина је претежно огољена. На њој се налазе налазиште боксита.